# Hulda Garborg
Karen Hulda Garborg z Bergersenów (ur. 22 lutego 1862 w Stange, zm. 5 listopada 1934 w Asker) – norweska pisarka, prozaiczka, dramatopisarka, poetka, tancerka ludowa i instruktorka teatralna; najbardziej znana z popularyzacji bunad, czyli norweskiego stroju narodowego; nazywana Matką Norwegii; jedna z pierwszych feministek i polityczek w Norwegii; żona Arne Garborga.

## Życiorys

### Rodzina
Urodziła się na farmie Såstad w Stange w Hedmarku w rodzinie prawnika Christiana Frederika Bergersena (1829–1873) i Marie Petrine Olsen (1835–1888). Miała dwie starsze siostry, Martę i Sophie. W 1864, po bankructwie ojca rodzice rozwiedli się. Hulda przeniosła się z matką do Hamar. W szkole dla dziewcząt Gløersen jedna z nauczycielek rozbudziła jej zainteresowanie kulturą narodową Norwegii. Kiedy Hulda miała 12 lat, rodzina przeniosła się do Christianii.
Hulda uczyła się w szkole dla dziewcząt. W wieku 17 lat zaczęła pracować w sklepie Braci Dobloug w Kristanii, pomagając matce, krawcowej, utrzymać rodzinę. Angażowała się w ruch radykalnej robotniczej młodzieży. Na zajęciach wieczorowych uczyła się nynorsk. Grała w amatorskim teatrze.
W 1887 poślubiła pisarza Arne Garborga. Przeprowadzili się do Tynset w Østerdalen, gdzie przez 9 lat małżonkowie mieszkali w niewielkim domku na małej farmie „Kolbotnen” niedaleko jeziora Savalen. W 1888 urodziła syna Arne Olausa Fjørtofta, zwanego też Tuften. Często odwiedzali Kristianię. Dłużej zatrzymali się w Dießen am Ammersee, Fürstenfeldbruck i Berlinie w Niemczech, jedną zimę spędzili w Paryżu. W 1896 opuścili Tynset i przenieśli się do Stokke. W 1897 przeprowadzili się do Labraaten w Hvalstad, gdzie zostali do końca życia. Arne Garborg zbudował letnią rezydencję Knudaheio w Time. Dom stał się miejscem spotkań pisarzy i działaczy społecznych.
W 1913 odbyła podróż do USA.
W działalności na różnych polach wspierali ją m.in. mąż, malarka Harriet Backer, dziennikarka Fernarda Nissen i pisarka Amalie Skram.
Arne i Hulda Garborgowie zostali pochowani w Knudaheio.

### Działalność zawodowa i społeczna
Hulda Garborg był pionierką w kultywowaniu, badaniu i ratowaniu norweskiego teatru i tańca ludowego, dbała o norweskie tradycje kulinarne i popularyzację tradycyjnego stroju tradycja bunad. Wypowiadała się na temat kultury ludowej, jej zaniku, rozkładu i niebezpieczeństw, które niosło za sobą zacofanie, brak edukacji itp. Działała na rzecz praw kobiet, choć też ceniła tradycyjne zajęcia kobiet w gospodarstwach domowych.
Wygłaszała referaty, pisała artykuły w magazynach i gazetach, m.in. „Syn og Segn”, „Edda”, „Samtiden”, „Den 17de Mai”, „Dagbladet” i „Verdens Gang”.
O tradycyjnej kuchni pisała m.in. założonym przez męża czasopiśmie „Den 17de Mai”, a artykuły finalnie trafiły do książki Heimestell (1899).
Jej pierwsza powieść Et frit forhold została wydana anonimowo w 1892, zaś powieść Eli w 1915, 3 lata po wydaniu, została przetłumaczona na język niderlandzki, a na szwedzki w 1916. Napisała też następujące powieści: Mot Solen (1915), Gaaden. Po Præstedatteren Else Marie Lindes Optegnelser (1916), Mens dansen gaar (1920), I huldreskog (1922), Naar heggen blomstrer (1923), Grågubben (1925), Trollheimen (1927), Helenes historie (1929) i Hildring (1931). Wydała zbiory poezji Kornmoe (1930) i Symra (1934).
Napisała sztukę Mødre (1895), którą wystawiono w Christiania Theatre, komedie Rationelt Fjøsstell (1896), wystawianą w Christiania Theatre i w Bergen, Hos Lindelands (1899) i Noahs Ark (1899) oraz dramaty Sovande sorg (1900), Liti Kersti (1903), Sigmund Bresteson (1908), Under Bodhitræet (1911) i Den store Freden (1919; w USA wydana jako Hiawatha’s Vision, 1927). Anonimowo opublikowała sztukę Edderkoppen (1904), wystawioną w Nationaltheatret.
Zredagowała pamiętniki męża Arne Garborga, które ukazały się po jego śmierci. Jej dziennik ukazał się we fragmentach w 1962 jako Dagbok 1903–1914.
W 1899 założyła Det norske spellaget, amatorską grupę organizującą występy teatralne. Była jej prezeską. Grupa przekształciła się w Det Norske Teatret (Teatr Norweski), którego Hulda Garborg był współzałożycielką. Pod okiem Huldy uczyła się m.in. Klara Semb. W 1903 Hulda opublikowała śpiewnik Norske folkevisor. W tym samym roku wydała książkę Song-Dansen i Nord-Landi, a w 1913 Norske dansevisur. Tradycji norweskiego stroju narodowego (bunad) poświęciła książkę Norsk klædebunad (1903). Studiowała pieśni ludowe i pieśni na Wyspach Owczych. Była instruktorką tańca ludowego, prowadziła warsztaty.
Książki jej autorstwa – Kvinden skabt af Manden (Kobieta stworzona przez mężczyznę, 1904) i Fru Evas Dagbog (1905) – spowodowały w Norwegii debatę na temat praw kobiet.
Łącznie opublikowała ponad 40 książek. Pisała zarówno w języku nynorskim, jak i bokmål. Krytykowała nowoczesną, uprzemysłowioną cywilizację miejską, podkreślała wartość przyrody i tradycji, głosiła pochwałę życia na wsi. W jej twórczości teatralnej i pisarskiej widać wpływy buddyzmu, Henrika Ibsena, Jeana-Jacquesa Rousseau, Piotra Kropotkina i Lwa Tołstoja.
Hulda Garborg uczestniczyła w życiu politycznym. W radzie miasta Asker reprezentowała Partię Lewicy Liberalnej. Zasiadała w niej jako radna, potem była przewodniczącą.
W 1932 została mianowana damą I klasy Królewskiego Norweskiego Orderu św. Olafa.
W 2009 w Fallbrook w Kalifornii (USA) powstał Domek Huldy Galborg, miejsce dla kobiet chcących kultywować swoje skandynawskie dziedzictwo.

## Galeria

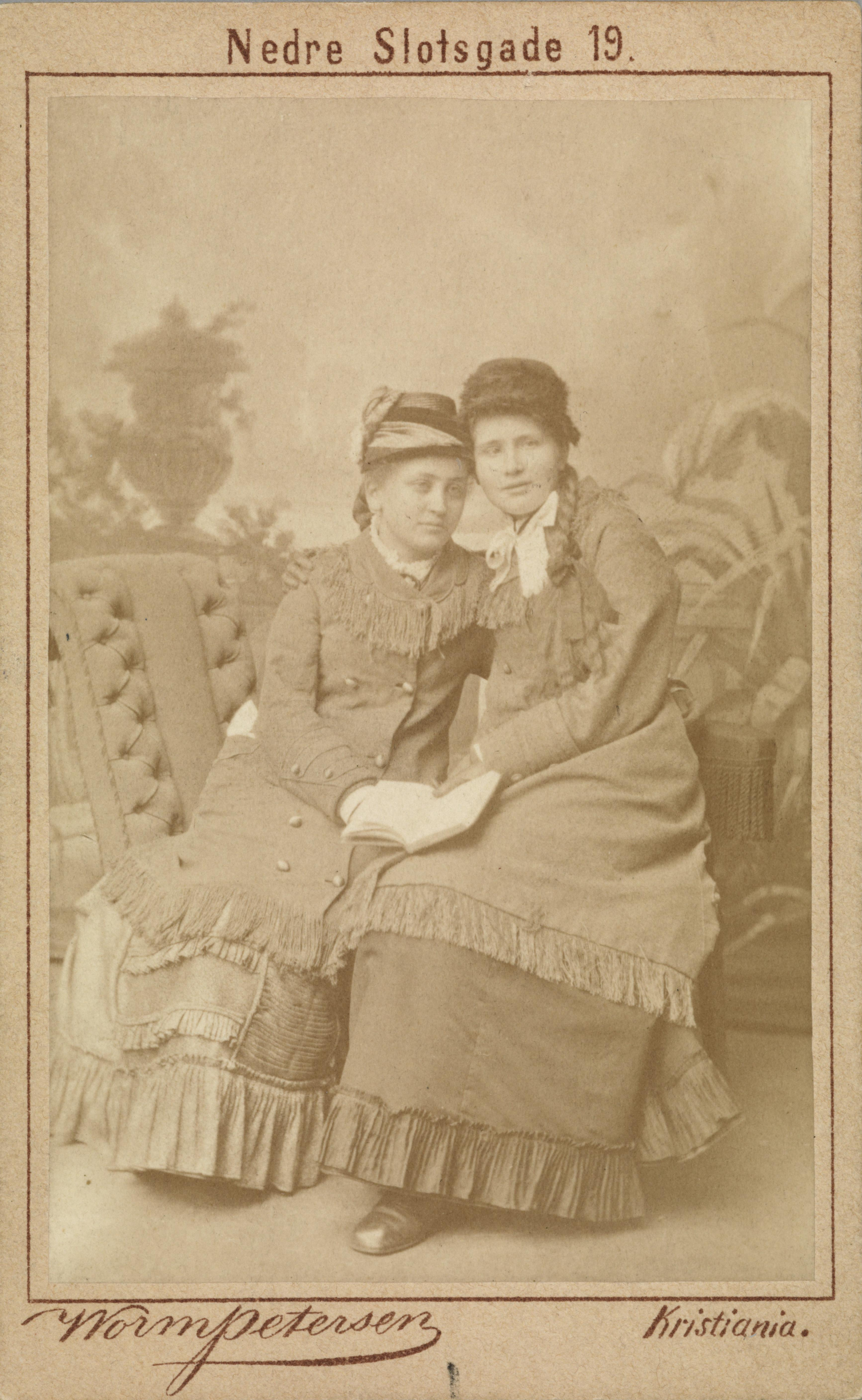
Hulda Bergersen i Tora Svendby, 1878
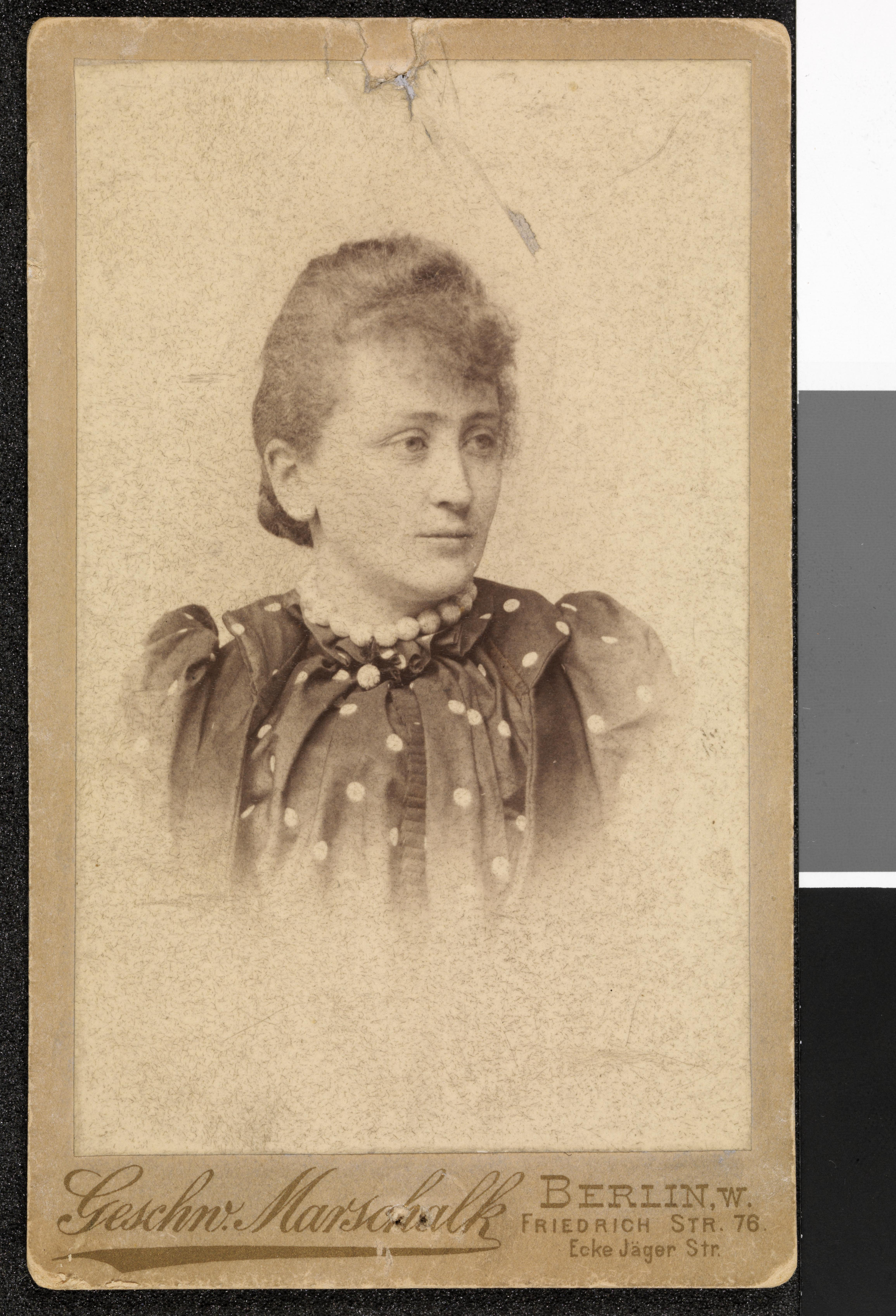
Hulda Bergersen w młodości
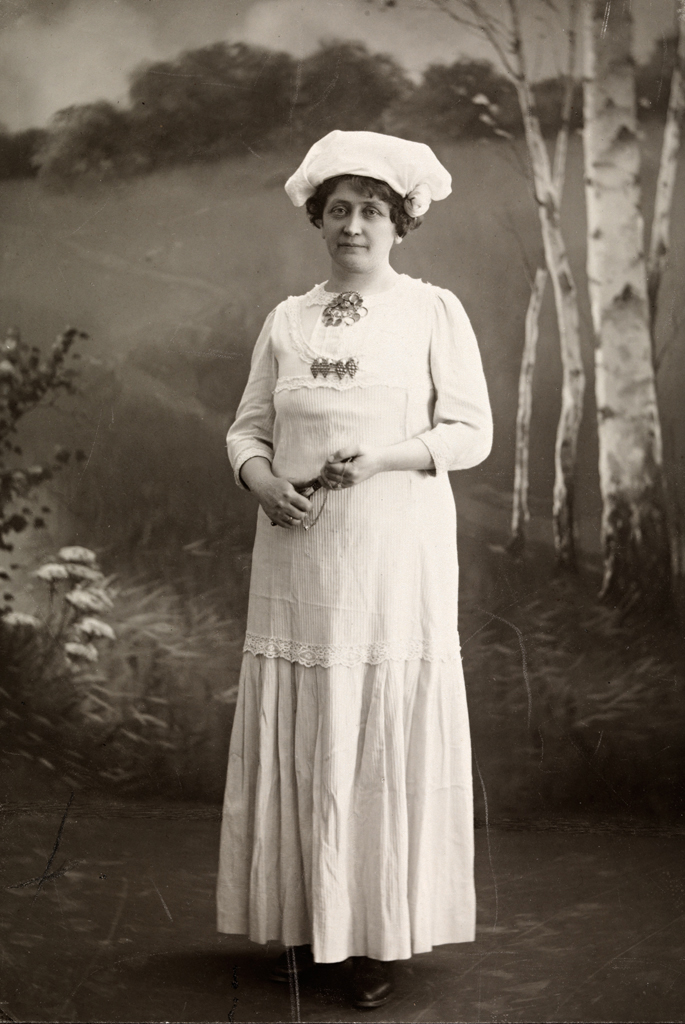
Hulda Garborg
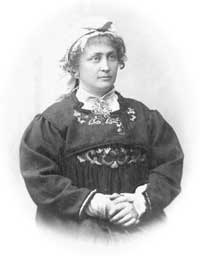
Hulda Garborg w bunad
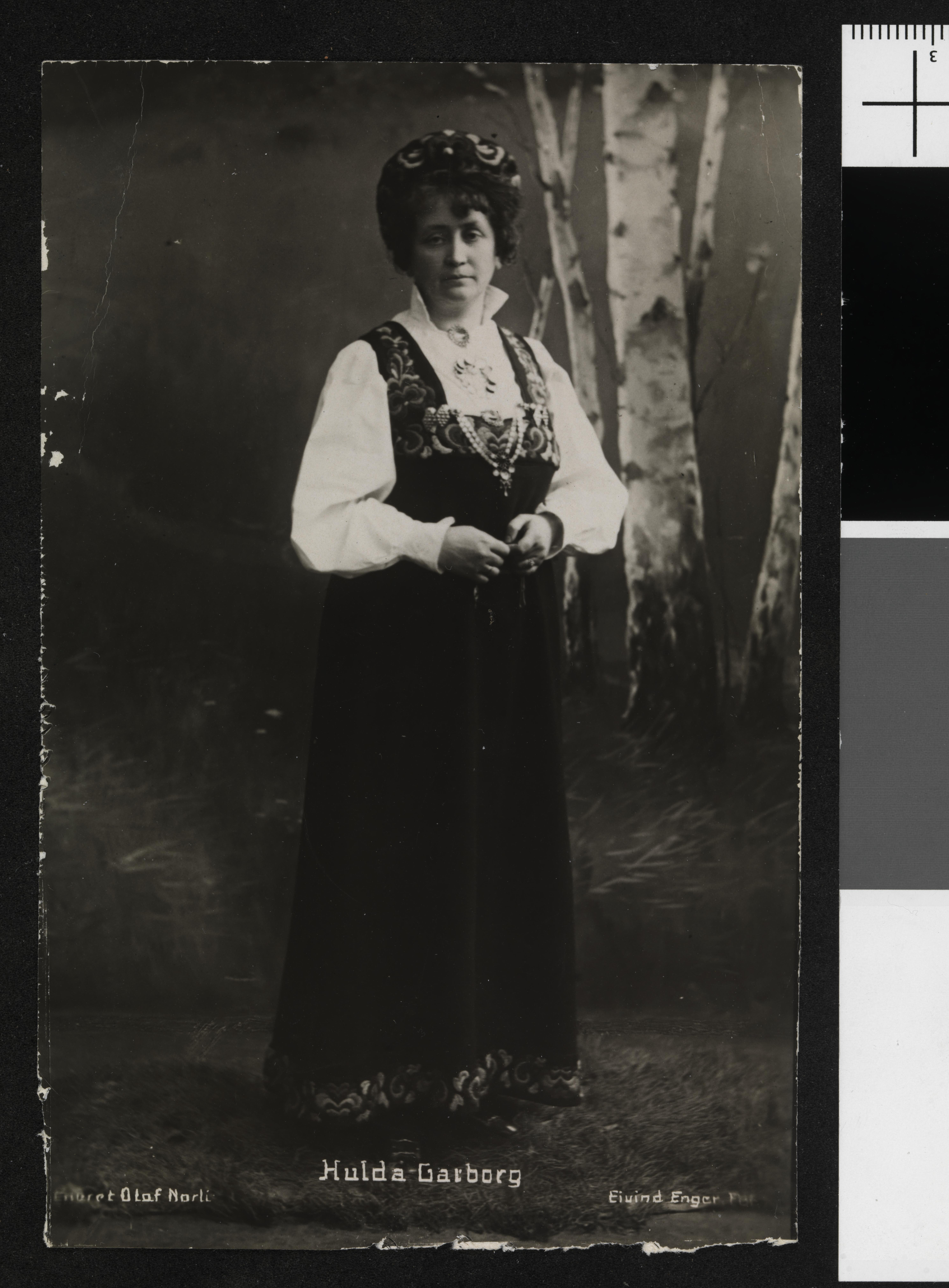
Hulda Garborg w bunad
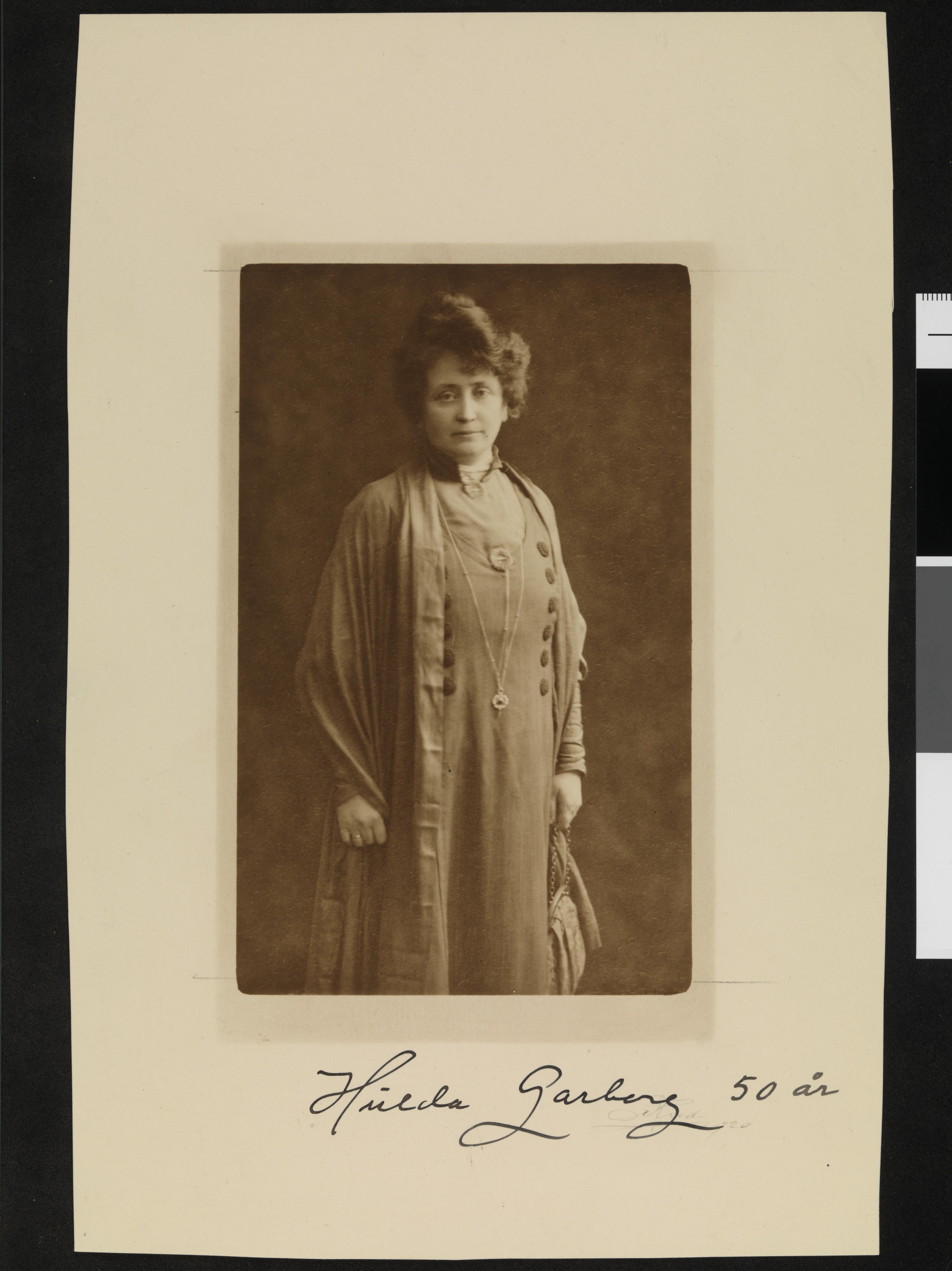
Hulda Garborg, 1912
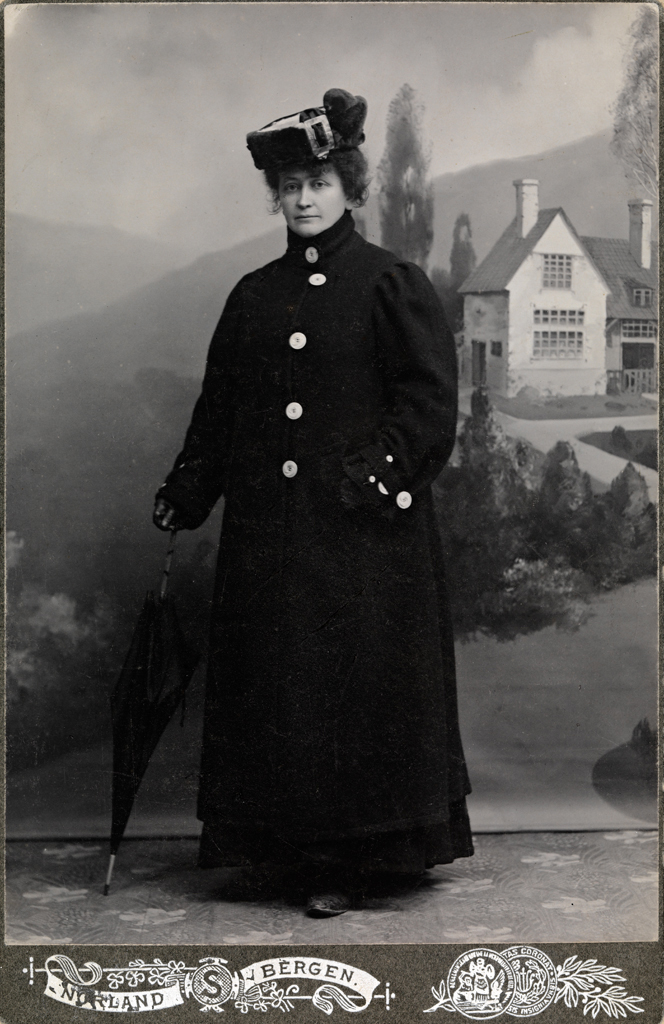
Hulda Garborg
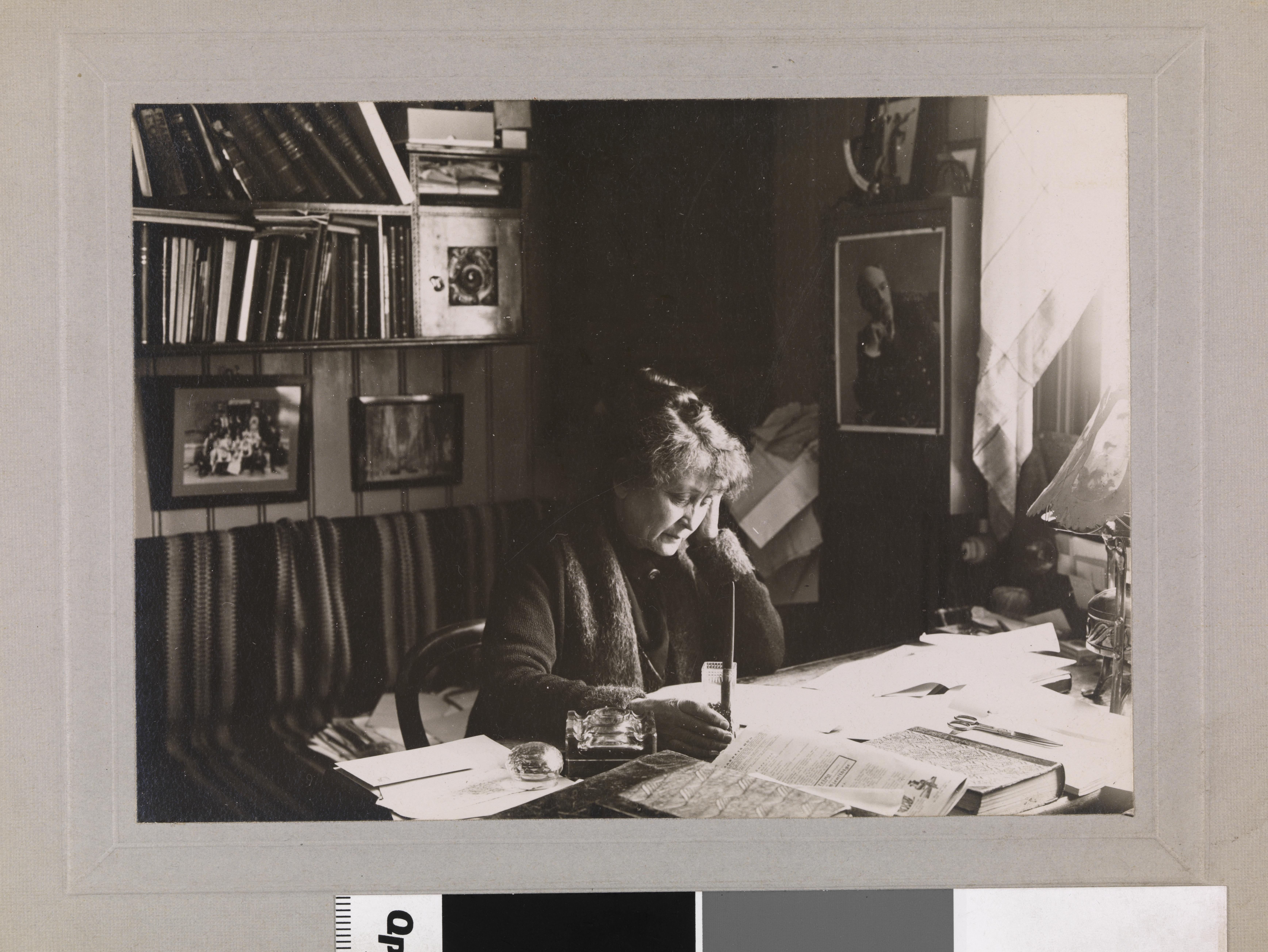
Hulda Garborg podczas pracy, 1924
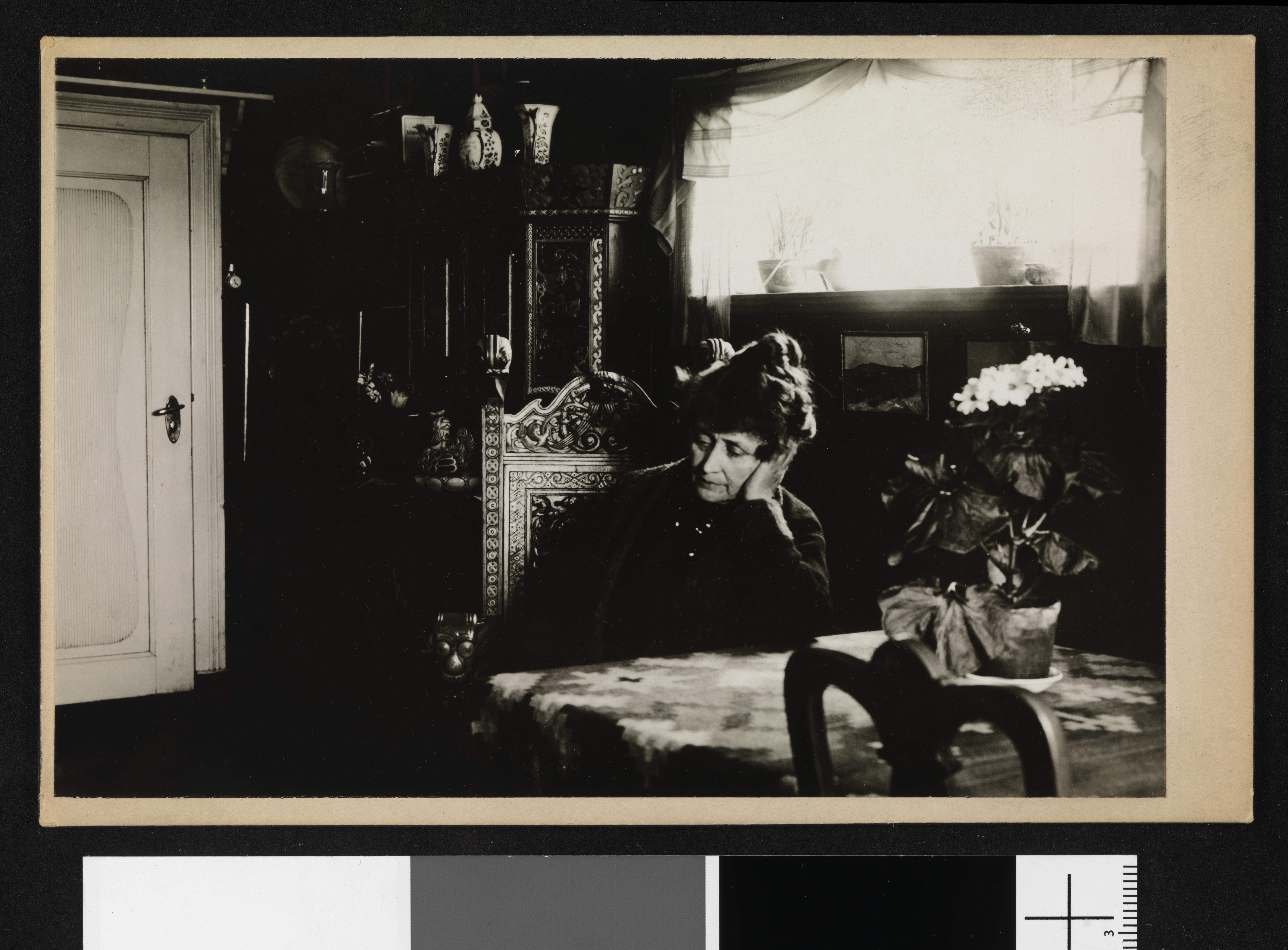
Hulda Garborg podczas pracy, 1924
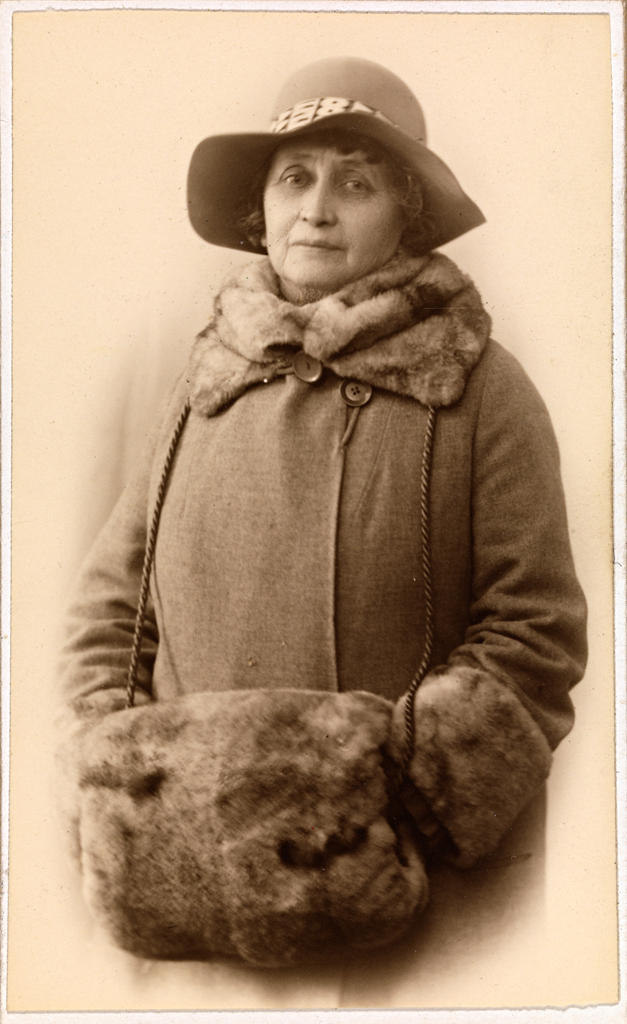
Hulda Garborg
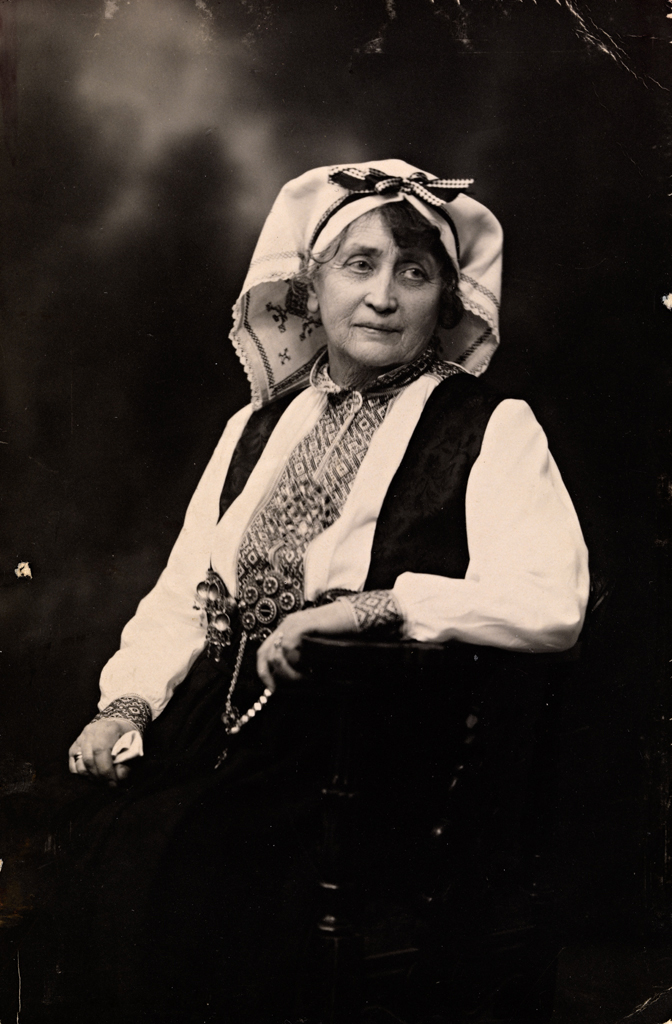
Hulda Garborg w bunad
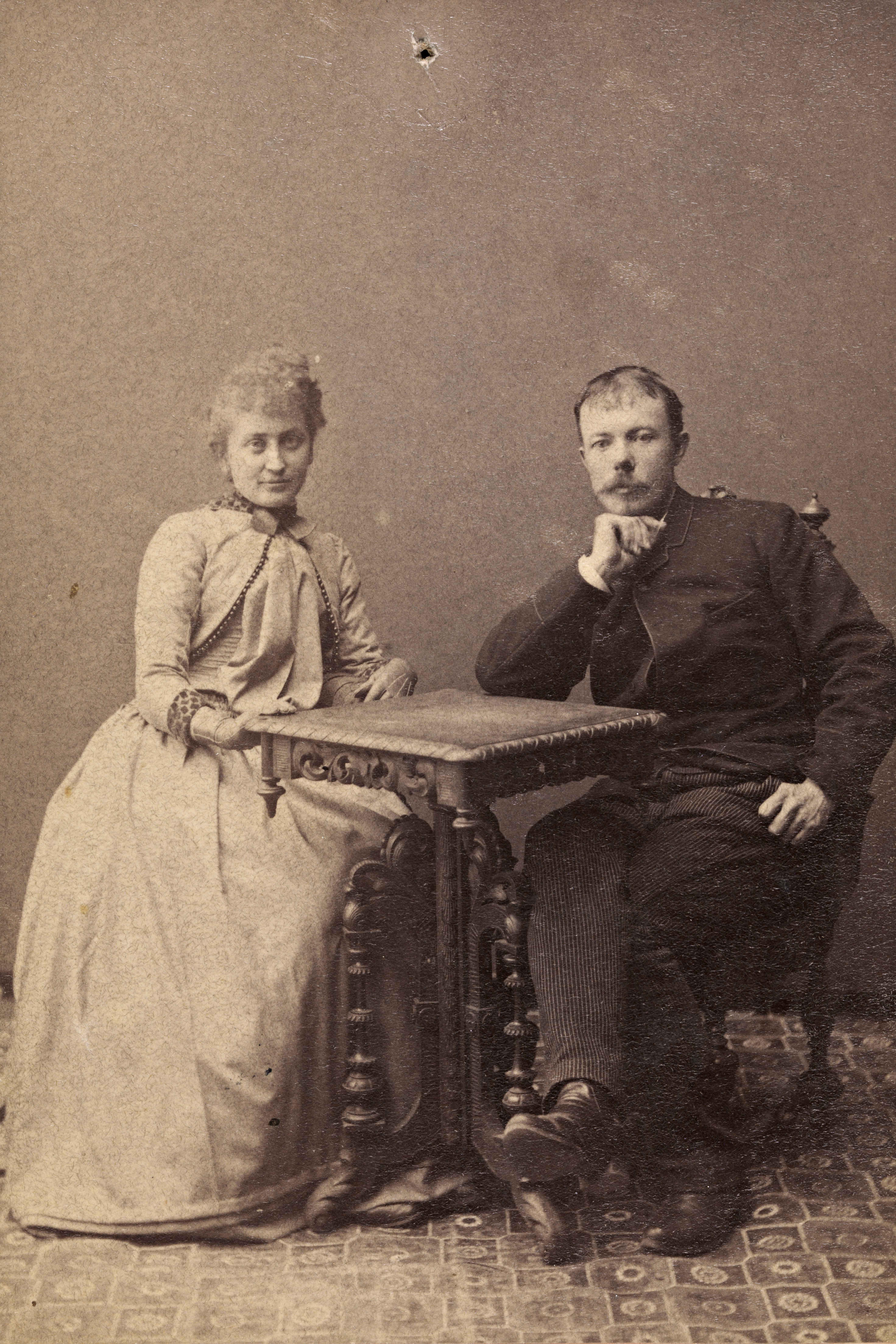
Arne i Hulda Garborgowie ok. 1890
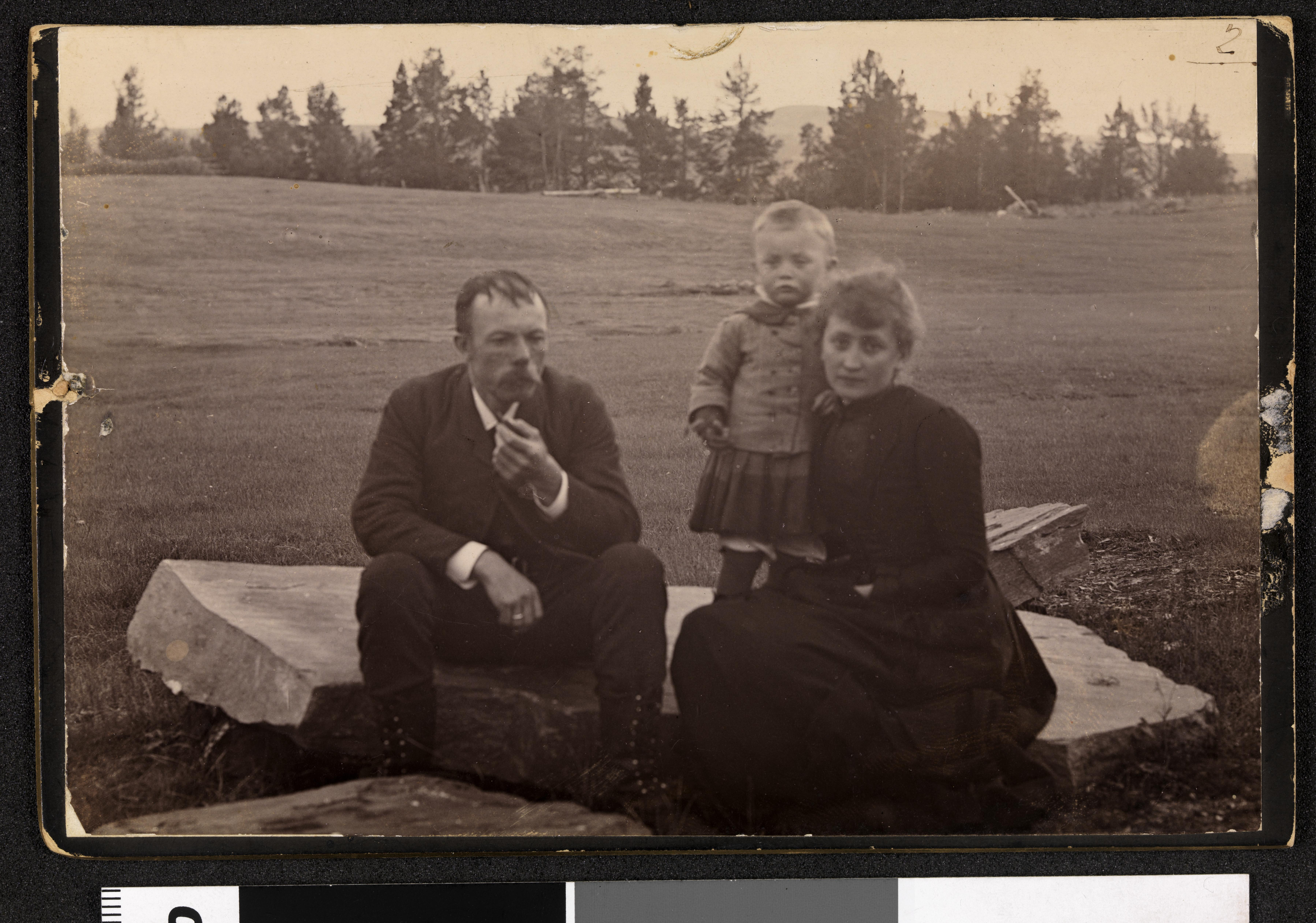
Rodzina Garborgów ok. 1890
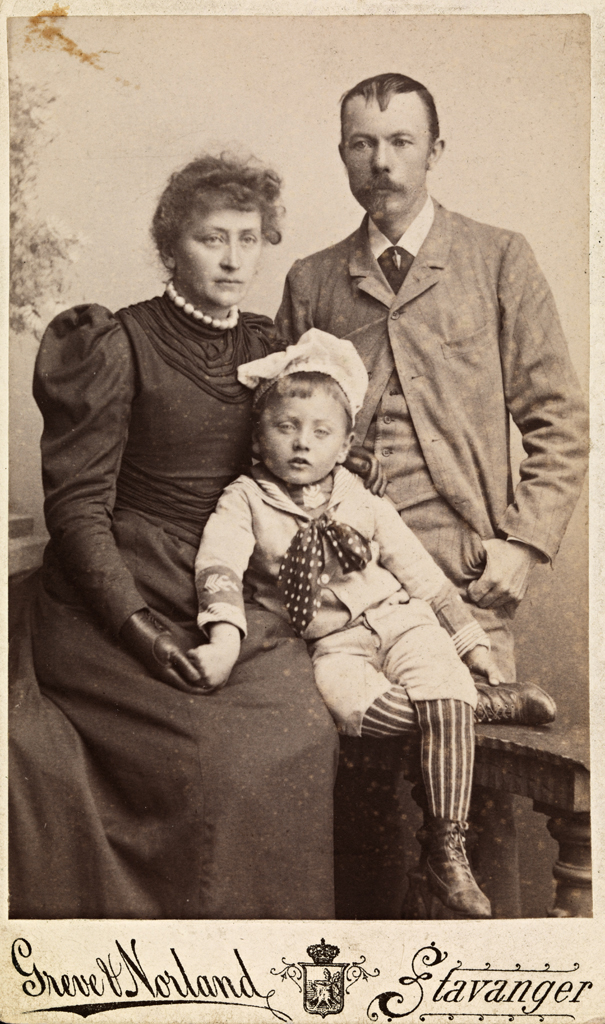
Rodzina Garborgów
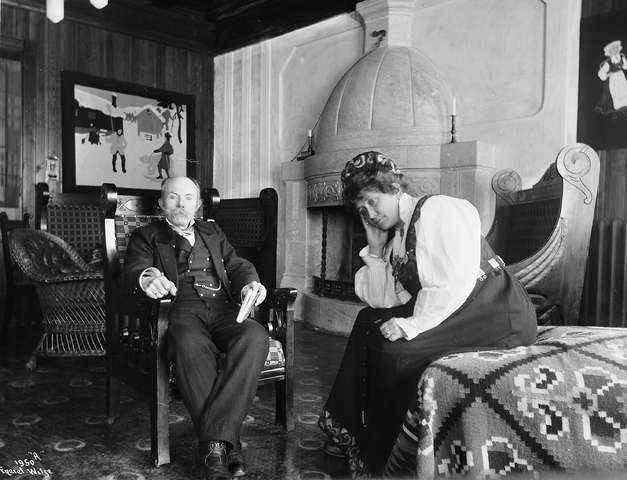
Arne i Hulda Garborgowie, 1910
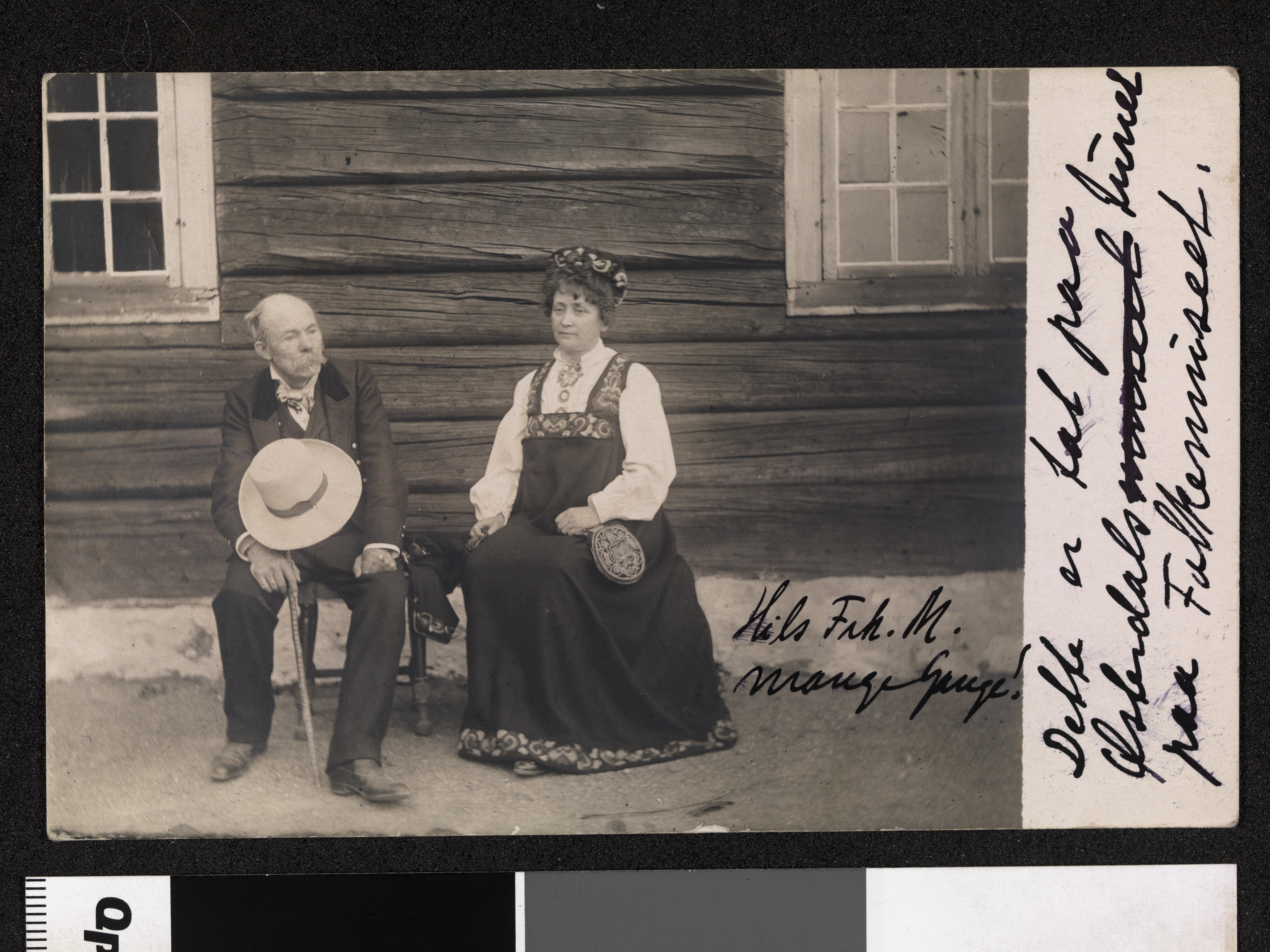
Arne i Hulda Garborgowie
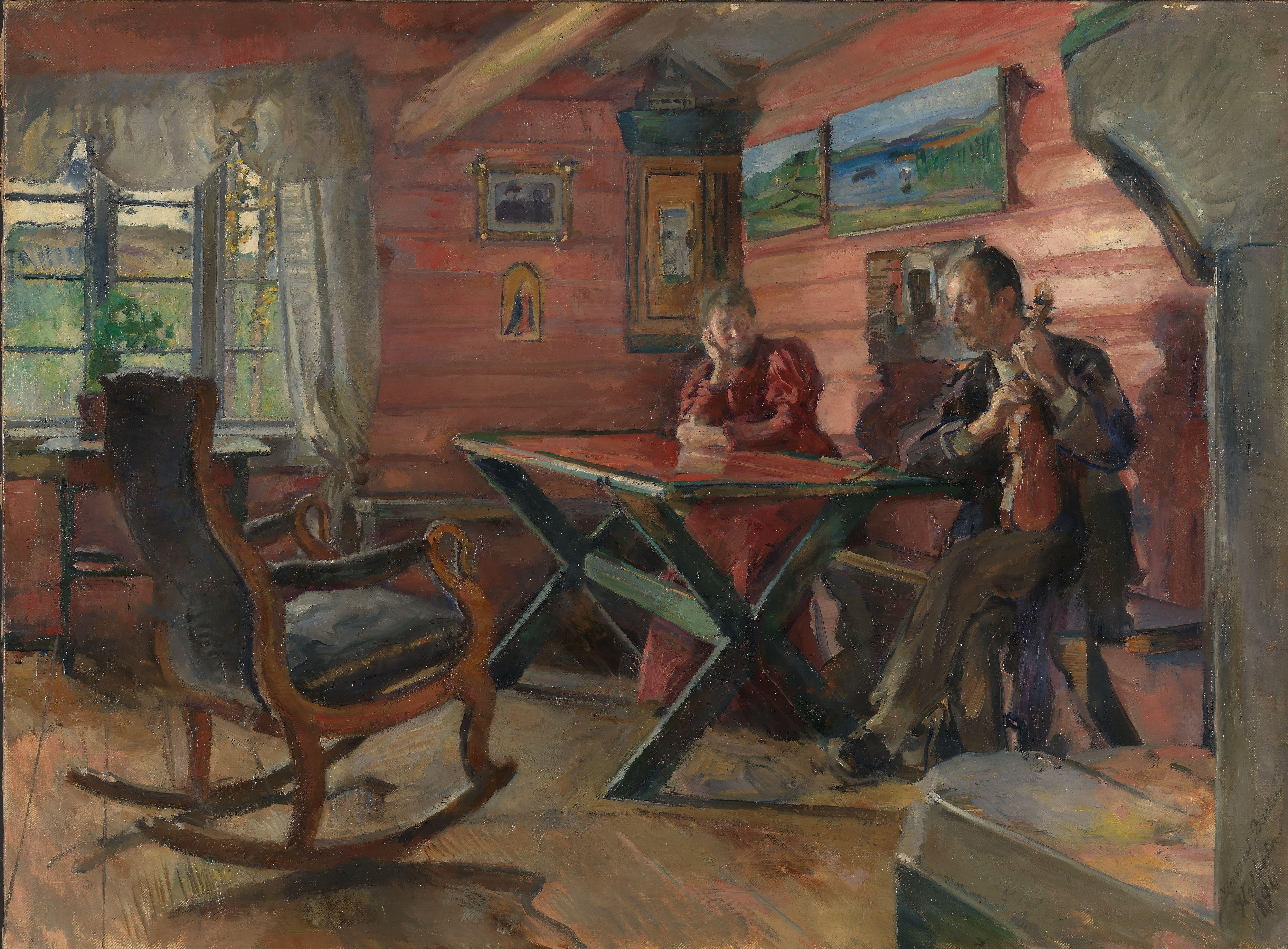
Hulda i Arne Garborgowie w jadalni domu w Kolboth, obraz autorstwa Harriet Becker
- Okładka jednej z książek Huldy Garborg